# Маја Марковић
Маја Марковић, познатија као Луна (Сарајево, 21. септембар 1978), српска је певачица, некада је била чланица поп групе Луна.
Рођена 21. септембра 1978. године у Сарајеву, а живот до деветнаесте године је провела у Лозници. Потиче из музичке породице: деда Љубисав Марковић, диригент, ученик Јосипа Славенског, био је један од оснивача Средње музичке сколе „Михајло Вукдраговић“ у Шапцу, бака Вера Марковић била је професор клавира и хармонике, а тата Дејан и стриц Зоран су свирали виолину.
Прве музичке кораке правила је у најранијем детињству: први аудио-снимак датира још из 1981. године, када је са три године певала као солиста на приредбама обданишта „Бамби“, а њен таленат се развија и током нижих разреда основне школе, балетске школе, паралелно са похађањем клавирског одсека Низе музичке школе „Вук Караџић“ у Лозници.
Године 1991. и 1992. са својих једанаест година осваја два прва места на фестивалу „Деца певају хитове“ у Лозници. После завршене Ниже музичке школе, у седмом разреду основне школе уписује Средњу музичку школу, одсек соло певање. Током средњошколских дана била је члан гимназијског хора и члан групе певача КУД-а „Караџић“ и остварила сарадњу са бројним лозничким музичарима.
Мајина професионална музичка каријера почиње наступом на Београдском пролећу 1995. године, где са непуних седамнаест година осваја награду као најбољи дебитант. Даље се нижу: Београдско пролеће `96. године (Прва награда публике и најбоља интерпретација), Фестивал Шлагер Менаџер `96, МЕСАМ `96, Будва `96. (награда за најбољу интерпретацију), Словенски базар `96. у Витјебску (Белорусија), Београдско пролеће `97, Будва `97. и Сунчане скале `97.(наступ у ревијалном делу).
Паралелно са уписом Филолошког факултета у Београду 1997. године, постаје певачица групе „Луна“ са којом снима шест студијских албума и осваја бројне домаће и иностране музичке награде (Оскар популарности, Мелко, Златни мелос, 3. награда на фестивалу Сунчане скале и др.).
Освајач је првог места на фестивалу „За милион година“ РТВ Пинка 2002. године и награде „Вечерњих новости“ као Медијско лице године `98. у конкуренцији свих жена из јавног живота Југославије. Два пута са поменутом групом учествује на фестивалу „Беовизија“ и то 2004. и 2005. године.
Од септембра 2006. године гради солистичку каријеру, чији почетак представља наступ на фестивалу „Беовизија 2007.“ са песмом Није нам се дало.

## Фестивали
Београдски шлагер:
- Још једном, '95

МЕСАМ:
- Вече за нас, '96

Пјесма Медитерана, Будва:
- Златна боја, награда за интерпретацију, '96
- Наша љубав, '97

Сунчане скале, Херцег Нови:
- Само једну ноћ (као вокал групе Луна), треће место, '98

Беовизија:
- 222 (као вокал групе Луна), 2004
- Сентиментос (као вокал групе Луна), 2005
- Није нам се дало, 2007